# Dendrobeania multiseriata
Dendrobeania multiseriata är en mossdjursart som beskrevs av Charles Henry O'Donoghue 1925. Dendrobeania multiseriata ingår i släktet Dendrobeania och familjen Bugulidae. Inga underarter finns listade i Catalogue of Life.